# Conrad Hommel
Conrad Hommel (Magonza, 16 febbraio 1883 – Sielbeck, 11 novembre 1971) è stato un pittore tedesco.
Il padre fu consigliere comunale della città di Magonza mentre la sorella, Luise Mathilde Wilhelmine, madre del celebre architetto Albert Speer. Nel 1908 sposò Carolina Schultheiss (1869-1938), divorziata del pittore Georg Schuster Woldan, adottando la figlia Eva Van Hoboken (1905-1987), che ha assunse il nome di Eva Hommel. La sua carriera artistica inizia nel 1906 come allievo di Jean-Paul Laurens a Parigi e nel 1909 lo troviamo nuovamente in Germania quale studente di pittura dell'accademia di belle arti di Monaco e allievo di Hugo von Habermann e divenendo, nel 1928, professore della stessa.
Nei suoi dipinti ebbe modo di ritrarre personaggi molto noti, come Albert Einstein e Friedrich Ebert. La sua pittura, ascrivibile come stile a quella degli impressionisti, corrispose al gusto dell'arte nazista, procurandogli pertanto grandi successi all'interno del regime. Ciò gli permise di rappresentare la Germania nelle più famose mostre nazionali, e ben presto divenne ritrattista ufficiale del Reich producendo numerose opere raffiguranti, tra i molti, Adolf Hitler, Hermann Göring e Joseph Goebbels.
Attratto dal naturalismo e mantenendo gli schemi convenzionali legati allo stile realista, rispetto ad altri pittori contemporanei come Werner Peiner, la sua pittura appare intrisa di romanticismo e, pur aderendo alle tecniche e influenze moderne, non consente loro di alterare la sua impronta classicista.
Similmente al nipote Albert Speer, la vicinanza alle gerarchie politiche della Germania nazionalsocialista lo porterà, alla fine del secondo conflitto mondiale, ad un isolamento totale. I pregiudizi politici ancora oggi non consentono di leggerne a pieno l'opera che, comunque, resta significativa.